# Serafín (telenovela)
Serafín es una telenovela infantil mexicana realizada por Televisa en 1999 bajo la producción de José Alberto Castro. 
Protagonizada por Maribel Guardia, Eduardo Santamarina,  Jordi Landeta como el protagonista infantil y María Fernanda Morales como la voz de Serafín, con las participaciones antagónicas de Enrique Rocha, Guillermo García Cantú,  Mónica Dossetti, Rafael Rojas y Alejandra Obregón, con las actuaciones estelares de Jacqueline Andere, Miguel Pizarro, Ana Luisa Peluffo, Alejandra Meyer, Mariana Botas y Yurem Rojas y cuenta con las voces dobladas de Evita Muñoz "Chachita", Pedro Armendáriz Jr., Germán Robles, Carmen Montejo, Polo Ortín, Patricio Castillo y Jorge Van Rankin.
Fue la primera telenovela mexicana en hacer uso de la tecnología, con personajes digitalmente creados, para ser doblados con conductores de televisión y actores de doblaje.

## Argumento
Serafín  es un pequeño ángel feliz y de buen carácter, con un pequeño defecto: es muy travieso.
Un día en el Cielo se mete en tantos problemas que lo mandan a la Tierra para aprender a ser un Ángel Guardián.
Cuando llega a tierra, se asusta mucho ante lo que ve, y sin saber qué hacer, encuentra refugio, y ayuda inesperada en una vieja casa abandonada en la Ciudad de México.
En esta gran ciudad Serafín conoce a Pepe, un niño muy infeliz, quien vive con su madre Carmen, su abuelo Joaquín, y su abusivo padrastro Raúl.
Serafín se decide a traer felicidad a la vida de Pepe y se convierte en su Ángel Guardián. Juntos aprenderán grandes lecciones de la vida y experimentarán las más increíbles aventuras. 
La madre de Pepe, Carmen, es una joven mujer, trabajadora, quien ama a su hijo tremendamente y hace lo mejor de ella para darle una vida decente.
Raúl, por otro lado, maltrata a Pepe y a su madre. El abuelo Joaquín es un inventor que crea toda clase de dispositivos fuera de lo común en su laboratorio, para poder mejorar la situación financiera de su familia.
A pesar de todos estos problemas, Pepe tiene un fantástico grupo de amigos y juntos con Serafín encontrarán las lecciones positivas en la vida.
Juntos, Pepe, Serafín, sus jóvenes amigos y sus personajes animados vivirán muchas aventuras. Juntos, compartirán las lecciones de amistad, tolerancia, amor y valores morales.
Su examen crucial comienza cuando un misterioso hombre y sus dos compañeros se mudan a la casa abandonada. Nadie sospecha que ese hombre es Lucio Fernández, un oscuro agente del diablo.
La misión de Lucio es borrar cada trozo de amor de la faz de la Tierra, y está preparado para destruir cualquier ángel o niño que se atreva a cruzarse en su camino, ya que son la encarnación de la inocencia, amistad y amor. 
Al pasar el tiempo, Lucio emplea a todos los villanos de la tierra para poder hacer realidad su vil misión.
El diablo se acerca peligrosamente, y solo el amor, la perseverancia, amistad y cariño de Pepe y sus amigos, guiados por Serafín, podrán salvar el día.

## Elenco
- Maribel Guardia - Carmen Quiñones de Salgado
- Eduardo Santamarina - Miguel Armendáriz
- Jordi Landeta - Pepe Salgado Quiñónes
- María Fernanda Morales - Serafín (voz)
- Jacqueline Andere - Alma de la Luz
- Enrique Rocha - Lucio Fernández
- Pedro Armendáriz Jr. - Pensador (voz)
- Germán Robles - Don Baúl (voz)
- Carmen Montejo - Gigi (voz)
- Evita Muñoz "Chachita" - Coco (voz)
- Polo Ortín - Tacho (voz)
- Patricio Castillo - Krako (voz)
- Jorge Van Rankin - Pomin (voz)
- Guillermo García Cantú - Raúl Salgado
- Alejandra Obregón - Helga de Armendáriz
- Rafael Rojas - Enrique
- Mónica Dossetti - Edith
- Eduardo Rodríguez - Bernal
- Jessica Salazar - Marcela Fernández
- Adrián Vázquez - Jacobo
- Eduardo Rivera - Juancho
- Miguel Pizarro - Joaquín
- Miguel Galván - Roque
- Marisol Centeno as Angélica
- Aida Pierce - Bárbara
- Daniel Arévalo - Javier
- Mariana Botas - Ana
- José Roberto Lozano - Eddy
- Paulina Martell - Lulú
- Jorge Arizmendi - Pancho
- Yurem Rojas - Cachito
- Eduardo Vaughan - Guampi
- María Alicia Delgado - Cachita
- Rosita Pelayo - Sandy
- Sergio DeFassio - Reintegro
- Luis Xavier - David
- Arlette Pacheco - Raquel
- Javier Herranz - Dany
- María Morena - Cecilia
- Alicia Montoya - Cruz
- Alejandra Meyer - Felicitas
- Ana Luisa Peluffo - Abuela Esther
- Juan Carlos Nava - Calixto Meneses
- Martha Mijares - Nena Gamba
- Julio Vega+ - Aníbal
- Horacio Almada - Lombardo
- Manuel Benítez - Lalo
- Andrés Bonfiglio - Chaparro
- Álvaro Carcaño - Evelio
- Eugenio Derbez - Lonje Moco
- José María Negri
- María Montejo
- José Guzmán
- Sergio Miguel Guerrero - Javier
- Consuelo Duval - Lupe
- Carmen Becerra - Coco
- Lorena Enríquez

## Teatro
Se hace una obra de teatro llamada Serafín el musical en el Teatro Insurgentes, protagonizada por el pequeño angelito creado por el productor de telenovelas José Alberto Castro.
Después de seis días de que se estrenara la obra en la que también participan los niños Mariana Botas y Jordi Landeta, entre otros, la energía de los actores y la respuesta del público continúa en ascenso gracias a la calidad con que se presenta cada una de las nueve escenas.
«Fue muy importante lograr este trabajo junto con el apoyo de la gente que creyó siempre en este proyecto, pero lo más importante es la intención de dar un mensaje de amor, comprensión y tolerancia en el mundo de los niños, valores que no se han perdido, lo que pasa es que hay que recuperarlos», indicó Ricardo Fiallega, quien junto con "El Güero" Castro, escribió Serafín. La música de la puesta en escena está a cargo de Alejandro Zepeda.

## Película
Después del éxito logrado en la versión en Telenovela y en Obra de Teatro se hace la versión de esta historia al cine llamada Serafín: la película en el año 2001 es distribuida y producida por Televicine bajo la dirección de René Cardona III teniendo como elenco Enrique Rocha, Sherlyn, Jordi Landeta, Yurem Rojas, José Roberto Lozano, Roberto Navarro y Jorge Arizme.

## Premios y nominaciones

### Premios TVyNovelas
- Premio especial a la telenovela infantil en 2000 para Serafín.

### Premios Bravo
| Año  | Categoría                            | Nominado            | Resultado |
| ---- | ------------------------------------ | ------------------- | --------- |
| 2000 | Mejor productor de carácter infantil | José Alberto Castro | Ganador   |
| 2000 | Mejor caracterización de villano     | Enrique Rocha       | Ganador   |